# Anelaphus lanuginosus
Anelaphus lanuginosus es una especie de escarabajo longicornio del género Anelaphus, categorizada en la tribu Elaphidiini, de la subfamilia Cerambycinae. Fue descrita por Bates en 1885.

## Descripción
Mide 10,6 mm de longitud.

## Distribución
Se distribuye por Costa Rica y Guatemala.